# Цумалі
Цумалі (рос. Цумали) — село Ахвахського району, Дагестану Росії. Входить до складу муніципального утворення Сільрада Анчикська.
Населення — 195 (2010).

## Населення
За даними перепису населення 2002 року в селі мешкало 107 осіб. У тому числі 48 (44,86 %) чоловіків та 59 (55,14 %) жінок.
Переважна більшість мешканців — каратинці (92 % усіх мешканців). У селі переважає аварська мова.